# Рудінський потік
Рудінський потік (словац. Rudinský potok) — річка в Словаччині; права притока Неслушанки. Протікає в окрузі Кисуцьке Нове Место.
Довжина — 11.6 км. Витікає в масиві Яворники (частина Високі Яворники) на висоті 710 метрів.
Протікає територією сіл Рудінска і Рудіна. Впадає у Неслушанку на висоті 342 метри.